# مبنى مكتب المحاسبة الأمريكي العام
مبنى مكتب المحاسبة الأمريكي العام هو مبنى حكومي تاريخي، ومقر مكتب محاسبة الحكومة. يقع في شارع 441 G إلى الشمال الغربي في واشنطن العاصمة، بجوار المتحف الوطني للبناء. خُصص في 11 سبتمبر 1951، من قبل الرئيس هاري إس ترومان.